# 小行星3119
小行星3119（3119 Dobronravin）是一颗绕太阳运转的小行星，为主小行星带小行星。该小行星于1972年12月30日发现。
該小行星以俄羅斯天體物理學家彼得·帕夫洛維奇·多布羅拉文（Petr Pavlovich Dobronravin）命名。

## 轨道参数
小行星3119的轨道半长轴为3.0749820 UA，离心率为0.196。